# Salomon Morel
Pour les articles homonymes, voir Morel.
Salomon Morel, né le 15 novembre 1919 dans le village de Garbów dans le district de Lublin dans une famille de confession juive, fut directeur du camp de Zgoda (ex-section d'Auschwitz). Il a été inculpé en 1996 par la justice polonaise pour crimes de guerre et pour crimes contre l'humanité, après avoir fui en Israël où il est mort le 14 février 2007.

## Biographie
Avec ses trois frères, il aide son père à exploiter une boulangerie puis, poussé par les mauvaises conditions matérielles de la famille[réf. nécessaire], Salomon (Schlomo) quitte sa famille pour aller chez sa tante qui habite la ville industrielle de Lódz. Il est employé dans une entreprise textile en qualité de commis. Après l’éclatement de la Seconde Guerre mondiale, il revient chez ses parents à Garbów. Pour éviter d’être enfermée dans le ghetto, la famille Morel doit se cacher. Salomon et son frère Izaak trouvent refuge à Garbów dans la ferme de Józef Tkaczyk (qui sera décoré de la médaille des Justes en 1983). 
Au début de 1942, Salomon et son frère Izaak fondent un groupe armé qui pille les villages des environs. Izaak est exécuté pour ses crimes par les hommes de Grzegorz Korczynski (Kilianowicz) de la Garde Populaire (Gwardia Ludowa – résistance communiste). 
Salomon n'est pas pris et il intègre le groupe de Korczynski. Durant quelques mois, il est chargé d’éplucher les pommes de terre pour la brigade. En 1943, il saisit une occasion pour s’échapper vers l’URSS, d’où il reviendra plusieurs mois plus tard. Le dernier frère, Joseph, meurt abattu en tentant de passer en URSS. Il prétendra plus tard avoir été déporté à Auschwitz, ce qui, après enquête de l'IPN, s'est révélé être un mensonge.
Après son retour, il intègre le ministère de la Sécurité intérieure polonais (Ministerstwo Bezpieczeństwa Publicznego, MBP) – populairement appelé UB (l’acronyme des bureaux locaux de la sûreté : Urząd Bezpieczenstwa).
À l'été 1944, Salomon Morel participe à l’organisation de la Milice Citoyenne (MO – Milicja Obywatelska) dans la ville de Lublin, alors la capitale de la nouvelle Pologne pour le gouvernement communiste en place. Il devient ensuite le commandant de la prison du château de Lublin puis est nommé commandant du camp de concentration de Zgoda, section du camp d'Auschwitz récupéré par les communistes.
De nombreux prisonniers sont torturés et assassinés par Morel. Le nombre de personnes assassinées par Morel et le personnel du camp demeure inconnu. De nombreux témoignages attestent que Morel tuait lui-même.
Il est ensuite nommé commandant du camp spécial pour les prisonniers politiques mineurs à Jaworzno ; ce camp est installé dans les structures de l’ancien camp de concentration. 
Outre les camps de Swietochlowice-Zgoda et Jaworzno, Morel commande également les prisons d’Opole, de Racibórz et de Katowice. C’est en tant que commandant de la prison de Katowice qu’il termine, en mai 1968, sa carrière dans le monde pénitentiaire. Il part en retraite avec le grade de colonel.
Durant son activité professionnelle, il avait passé son bac en 1949 puis, en 1958, il avait commencé des études de droit par correspondance à l’université de Varsovie. À la fin de 1964, il a soutenu un mémoire de maîtrise intitulé Le travail des prisonniers et son importance. 
Salomon Morel a été décoré de la Croix de chevalier de l’ordre Polonia Restituta ainsi que de la Croix du Mérite en Or.
Jusqu’en 1992, Morel habite à Katowice. 

### Devant la justice
En février 1990, la Commission d’étude des Crimes contre la Nation Polonaise commence une investigation au sujet du camp de concentration de Swietochlowice-Zgoda ; l’enquête officielle est lancée le 10 juillet 1992. La même année, après avoir été entendu une seule fois par la justice, Salomon Morel émigre en Israël. 
Même s'il s'exile en Israël, l’enquête continue, et le 30 septembre 1996, Salomon Morel est accusé de neuf chefs d’accusation, dont crime contre l'humanité et tortures physiques et morales. Le 19 décembre 2003, le tribunal de Katowice lance un mandat d'arrêt contre lui, mais l'État d'Israël refuse son extradition.
En février 2007, la famille de Salomon Morel fait part de sa mort à Tel Aviv, où il est enterré.